# Петербургский кодекс (Новый Завет)
Петербургский кодекс (лат. Codex Petropolitanus; условное обозначение: Π или 041) — унциальный манускрипт IX века на греческом языке, содержащий текст четырёх Евангелий, на 350 пергаментных листах (14,5 x 10,5 см). Рукопись получила название от места своего хранения. 
Текст на листе расположен в одну колонку по 21 строке в колонке. 
Рукопись содержит несколько лакун (Матф 3,12-4,18; 19,12-20,3; Иоанн 8,6-39), всего 77 стихов. 
В Евангелие от Марка текст рукописи отражает византийский тип текста, неоднократно сходного с текстом  Александрийского кодекса. Рукопись отнесена к V категории Аланда. 
Рукопись была найдена Константином Тишендорфом на востоке[чего?] и привезена в 1859 году. Хранится в Российской национальной библиотеке (Gr. 34), в Санкт-Петербурге.